# ISO 3166-2:GI
Kódy ISO 3166-2 pro Gibraltar neidentifikují žádné regiony (stav v roce 2015).